# Eric Heller

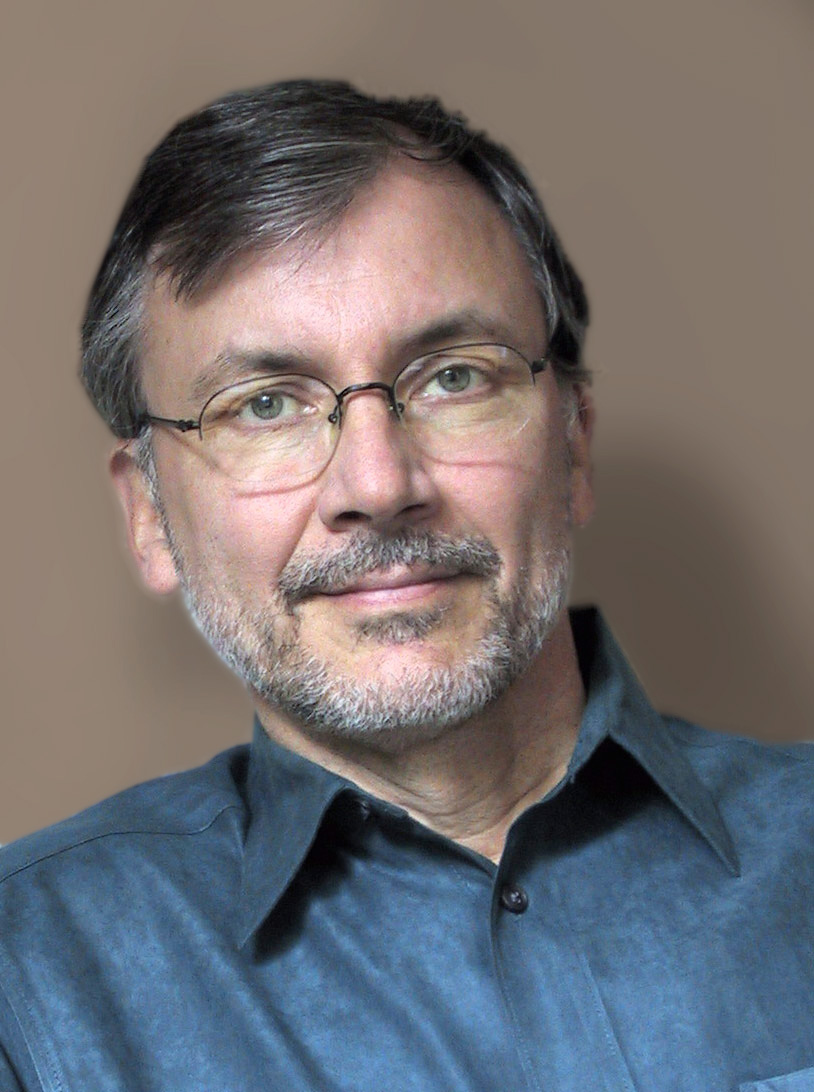
Eric Heller

Eric Johnson Heller (* 10. Januar 1946 in Washington, D.C.) ist ein US-amerikanischer Professor für Chemie und Physik an der Harvard University. Heller ist bekannt für seine Arbeiten in der zeitabhängigen Quantenmechanik.
Er promovierte 1973 bei William P. Reinhardt in Harvard mit dem Thema Discrete methods in quantum scattering theory.
In der Physik ist er bekannt für seine Arbeiten im Bereich des Quantenchaos.
Heller ist gewähltes Mitglied der International Academy of Quantum Molecular Science, der National Academy of Sciences, der American Academy of Arts and Sciences, der American Philosophical Society und weiterer wissenschaftlicher Einrichtungen. 1987 wurde er Fellow der American Physical Society. Bevor er im Jahre 1998 nach Harvard kam, hatte er Positionen innerhalb der Fakultäten der University of Washington, Los Alamos National Laboratory und der University of California inne. In Harvard war er von 1993 bis 1998 Direktor am Institute for Theoretical Atomic Physics (ITAMP).
Hellers Vater war der Ökonom Walter Heller.